# Acid pemonophosphoric
Acid pemonophosphoric là tên một loại acid có công thức phân tử H3PO5. Acid này được tạo ra lần đầu tiên bởi J. Schmidlin và P. Massini vào năm 1910 bằng cách cho acid diphosphoric tác dụng với một lượng dư hydro peroxide, được làm lạnh bởi nước đá:
H4P2O7 + 2H2O2 → 2H3PO5 + H2O
Gốc PO53- trong phân tử acid có tên gọi là gốc pemonophosphat. Một phần các muối pemophosphat được tạo ra từ acid pemonophosphoric.